# Condado de Ellis (Texas)

Localización del Condado de Ellis en el estado de Texas.

El condado de Ellis es un condado localizado en el estado de Texas, Estados Unidos. En el 2000 la población era de 111.360 habitantes. La cabecera se encuentra en la ciudad de Waxahachie. Este condado es parte del Dallas/Fort Worth Metroplex y se encuentra al sur del Condado de Dallas. El Condado de Ellis lleva el nombre de Richard Ellis, el presidente de la convención que redactó la Declaración de Independencia de Texas.

## Demografía
Para el censo de 2000, había 111.360 personas, 37.020 cabezas de familia, y 29.653 familias residiendo en el condado. La densidad de población era de 118 habitantes por milla cuadrada.
La composición racial del condado era:
- 80,63% blancos
- 8,64% negros o negros americanos
- 0,59% nativos americanos
- 0,35% asiáticos
- 0,02% isleños
- 7,90% otras razas
- 1,86% de dos o más razas.

Había 37.020 cabezas de familia, de las cuales el 42,10% tenían menores de 18 años viviendo con ellas, el 64,80% eran parejas casadas viviendo juntas, el 11,00% eran mujeres cabeza de familia monoparental (sin cónyuge), y 19,90% no eran familias.
El tamaño promedio de una familia era de 3,31 miembros.
En el condado el 30,20% de la población tenía menos de 18 años, el 9,30% tenía de 18 a 24 años, el 29,80% tenía de 25 a 44, el 21,50% de 45 a 64, y el 9,20% eran mayores de 65 años. La edad promedio era de 33 años. Por cada 100 mujeres había 98,30 hombres. Por cada 100 mujeres mayores de 18 años había 95,40 hombres.

## Economía
Los ingresos medios de una cabeza de familia del condado eran de USD$50.350 y el ingreso medio familiar era de $55.358. Los hombres tenían unos ingresos medios de $37.613 frente a $26.612 de las mujeres. El ingreso per cápita del condado era de $20.212. El 6,80% de las familias y el 8,60% de la población estaban debajo de la línea de pobreza. Del total de gente en esta situación, 11,10% tenían menos de 18 y el 10,40% tenían 65 años o más.